# José Gutiérrez de la Concha

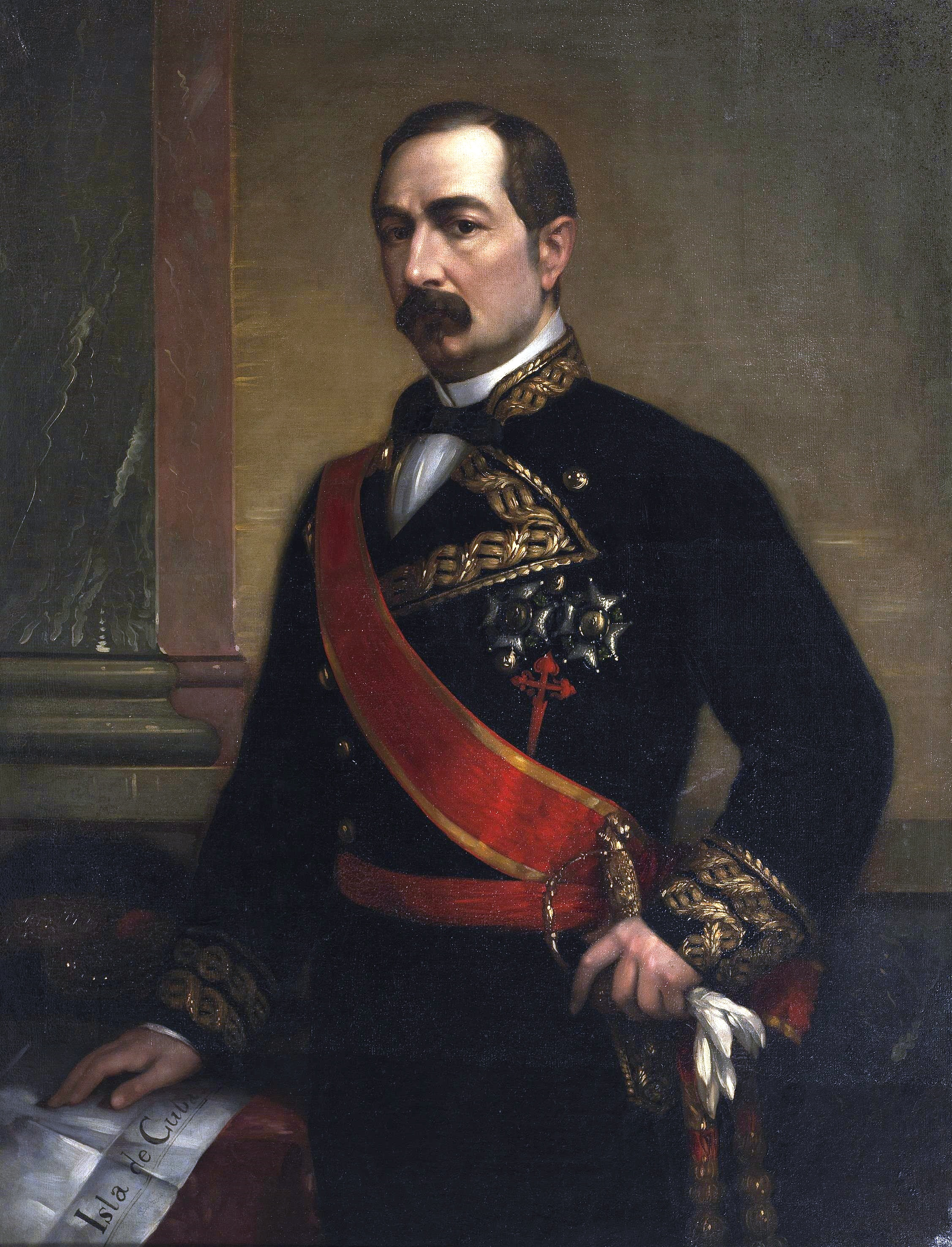
José Gutiérrez de la Concha

Don José Gutiérrez de la Concha y Irigoyen (* 4. Juni 1809 in Córdoba de Tucumán, heutiges Argentinien; † 5. November 1895 in Madrid) war spanischer General und Politiker. Er war Marquis von Havanna (ab 1857), Minister und im Jahr 1868 kurzzeitig Regierungschef. 

## Leben
Er diente zuerst in Amerika, dann im Kriege gegen die Karlisten. Er wurde nach dem Vertrag von Vergara 1839  Generalleutnant, war von 1843 bis 1846 Generalkapitän der baskischen Provinzen, unterdrückte in dieser Stellung die Erhebung von Santiago und wurde dann zum obersten Chef der spanischen Reiterei ernannt. 
1849 wurde er Generalkapitän der Insel Kuba, doch infolge des Einfalls der Truppen unabhängigkeitsorientierten Abenteurers Narciso López 1852 abberufen und durch General Valentín Cañedo Miranda ersetzt. Dies führte ihn in die Reihen der Opposition. 1853 nach Mallorca verbannt, flüchtete er, wie sein Bruder Manuel, nach Frankreich und wurde in Bordeaux interniert. 
Die Revolution von 1854 führte ihn nach Spanien zurück und verschaffte ihm wieder die Stelle eines Generalkapitäns von Kuba, die er bis 1859 innehatte. Darauf nahm er eifrigen Anteil an den Sitzungen des Senats und machte sich als parlamentarischer Redner bemerkbar. Im Juli 1862 übernahm er an der Stelle Alejandro Móns den Gesandtschaftsposten in Paris, trat aber im Dezember von demselben zurück, weil er sich durch das Auftreten des Generals Prim in Mexiko bloßgestellt glaubte, begab sich nach Madrid und bekämpfte im Senat die mexikanische Politik des Ministeriums.
Im März 1863 trat er als Kriegsminister in das Kabinett des Marqués de Miraflores ein, bekleidete interimistisch das neuerschaffene Ultramar-Ministerium und wurde im Dezember 1864 Präsident des Senats. Beim Ausbruch der Septemberrevolution 1868 war er nach dem Rücktritt Luis González Bravos für zwölf Tage (vom 18. bis zum 29. September) spanischer Regierungschef, doch konnte er den Thron Isabellas II. nicht retten. 
Während der Regierungszeit Amadeos von Savoyen und der Ersten Republik schloss er sich der alfonsistischen Partei an und war von April 1874 bis Mai 1875 erneut Generalkapitän von Kuba. Er zog sich anschließend aus dem öffentlichen Leben zurück, doch wurde er 1882 zum Senatspräsidenten und 1883 zum Befehlshaber der Nordarmee Spaniens ernannt. 1886 wurde Gutiérrez de la Concha erneut zum Präsidenten des spanischen Senats gewählt.
José Gutiérrez de la Concha starb am 5. November 1895 in Madrid.